# Rieti megye
Rieti megye Olaszország Lazio régiójának egyik megyéje. Székhelye Rieti.

## Fekvése
Rieti megye Perugia, Ascoli Piceno, Teramo, L’Aquila, Viterbo, Terni, Metropolitan City of Rome és Róma megyékkel határos. Délnyugati részén húzódik a Szabin-hegység.

## Községek(comuni)
- Accumoli
- Amatrice
- Antrodoco
- Ascrea
- Belmonte in Sabina
- Borbona
- Borgo Velino
- Borgorose
- Cantalice
- Cantalupo in Sabina
- Casaprota
- Casperia
- Castel Sant'Angelo, Lazio
- Castel di Tora
- Castelnuovo di Farfa
- Cittaducale
- Cittareale
- Collalto Sabino
- Colle di Tora
- Collegiove
- Collevecchio
- Colli sul Velino
- Concerviano
- Configni
- Contigliano
- Cottanello
- Fara in Sabina
- Fiamignano
- Forano
- Frasso Sabino
- Greccio
- Labro
- Leonessa
- Longone Sabino
- Magliano Sabina
- Marcetelli
- Micigliano
- Mompeo
- Montasola
- Monte San Giovanni in Sabina
- Montebuono
- Monteleone Sabino
- Montenero Sabino
- Montopoli di Sabina
- Morro Reatino
- Nespolo
- Orvinio
- Paganico Sabino
- Pescorocchiano
- Petrella Salto
- Poggio Bustone
- Poggio Catino
- Poggio Mirteto
- Poggio Moiano
- Poggio Nativo
- Poggio San Lorenzo
- Posta
- Pozzaglia Sabina
- Rieti
- Rivodutri
- Rocca Sinibalda
- Roccantica
- Salisano
- Scandriglia
- Selci
- Stimigliano
- Tarano
- Toffia
- Torri in Sabina
- Torricella in Sabina
- Turania
- Vacone
- Varco Sabino